# 박소현 (성우)
박소현(朴沼炫, 1950년 2월 10일 ~ )은 대한민국의 성우이다. 문화방송 성우극회 소속이다. 1968년 MBC 공채 3기로 입사했다. 성우로도 활동했지만, 배우로도 일했다. 가수 박규리의 어머니이다.

## 출연작품

### MBC
- 《독고탁의 비둘기 합창》- 큰누나
- 《마징가Z》- 애리
- 《말괄량이 뱁스》- 삐삐
- 《나디아》- 나디아 라 아르월
- 《아기곰 재키》- 피키
- 《귀염둥이 친구들》- 다수 役
- 《금발의 제니》- 다수 役
- 《나의 사랑 뮤제트》(특선만화) - 다수 役
- 《마이티 마우스》- 다수 役
- 《망크스의 모험-팔불출 새앙쥐의 모험》 (특선만화) - 다수 役
- 《배너의 모험》- 다수 役
- 《소공녀 세라》- 다수 役
- 《스타잔》- 다수 役
- 《알프스의 메아리》- 다수 役
- 《엄지 공주》 (특선만화,89년작) - 다수 役
- 《요정 핑크》(국산) - 핑크 役
- 《용감한 죠리》- 다수 役
- 《은하철도 999》(96년 재더빙작) - 미애 役
- 《태양의 왕자 호루스의 대모험》- 다수 役
- 《테니스의 여왕》- 미도리카와 란코 役
- 《서부소년 차돌이》- 다수 役
- 《미래용사 볼트론》- 다수 役
- 《요술천사 꽃분이》- 다수 役
- 《오로라공주와 손오공》- 베라미스 役

### 타사
- 《바람처럼 구름처럼》 (투니버스) - 은하 役
- 《에디의 환상여행》 (VIDEO) - 에디 엄마 / 생쥐 役
- 《요술공주 밍키》 (KBS) - 요술나라 여왕 役
- 《요술공주 밍키》 (SBS) - 요술나라 여왕(친엄마) / 마리 役

### TV 드라마
- 1984년 MBC 《설중매》
- 1987년 MBC 《도시의 얼굴》
- 1988년 MBC 《원미동 사람들》
- 1988년 MBC 《한중록》
- 1992년 MBC 《일출봉》
- 1993년 MBC 《제3공화국》 - 마리아 수녀
- 1994년 MBC 《야망》
- 1995년 SBS  《코리아게이트》- 신범식의 부인
- 1996년 KBS 《신고합니다》 - 조재기(조형기) 중사 누나
- 1998년 KBS  《맨발의 청춘》
- 1998년 MBC 《육남매》
- 1999년 MBC 《허준》 - 인빈전 상궁(55회)

### 영화
- 《그렘린 2》 (MBC)
- 《디어 헌터》 (MBC)
- 《리썰 웨폰》(MBC) - 트리쉬 머터프(달린 러브)
- 《리썰 웨폰 2》 (MBC) - 리카(팻시 켄싯)
- 《마이 걸》 (MBC)
- 《절망속에 핀 사랑》 (MBC) - 니키(바버라 허시)
- 《코리나 코리나》 (SBS) - 쉴(루시 웹)
- 《크미치스》 (MBC) - 올렝카(말고자타 브로덱)
- 《후크》 (MBC)

### 외화
- 《아들과 딸들》 (MBC)
- 《후커와 로마노》 (MBC)

### 라디오
- 연속낭독 《지도 밖으로 행군하라》 (KBS 제3라디오)

## 가족 관계
- 딸 : 박규리 (1988년 5월 21일 ~ )

## 같이 보기
- 문화방송 성우극회

1. ↑  김지영. 카라 박규리 어머니의 직업은… 탤런트이자 유명한 성우. KBS. 2013년 9월 8일.